# Jazmine Sullivan
Jazmine Marie Sullivan (rođena 9. travnja 1987.) je američka R&B/soul pjevačica i tekstopisac iz Pennsylvanije.

## Diskografija

### Albumi
| Godina | Informacije                                                                                         | Pozicija na top listama | Pozicija na top listama | Pozicija na top listama | Prodaja                     |
| Godina | Informacije                                                                                         | US                      | US R&B                  | French Albums Chart     | Prodaja                     |
| ------ | --------------------------------------------------------------------------------------------------- | ----------------------- | ----------------------- | ----------------------- | --------------------------- |
| 2008   | Fearless - Prvi studijski album - Objavljeno: 23. rujna, 2008. - Formati: CD, digital download      | 6                       | 1                       | 95                      | - U.S: 500,000 primjeraka + |
| 2010   | Love Me Back - Drugi studijski album - Objavljeno: 28. rujna, 2010. - Formati: CD, digital download |                         |                         |                         |                             |

## Vanjske poveznice
- Službena stranica
- Allmusic page
- Službena Myspace stranica